# خنرکوو-اوروچه
خنرکوو-اوروچه (به لهستانی:  Henryków-Urocze) یک روستا در لهستان است که در گمینا پیاسچنو واقع شده‌است.